# Calling (織田かおりの曲)
「Calling」（コーリング）は、織田かおりの2枚目のシングル。2007年8月22日にハピネットから発売された。

## 解説
1枚目のアルバム『PLACE』先行シングルで、表題曲は、テレビアニメ『バッカーノ!』エンディング・テーマに起用された。

## 批評
CDジャーナルは「確かな歌唱力は、今後の展開を期待させてくれるもの」と評した。

## 収録曲
1. Calling [4:50]
作詞・作曲・編曲：梶浦由記
2. Power in me [3:21]
作詞：織田かおり、作曲・編曲：本山清治
3. Calling（Karaoke）
4. Power in me（Karaoke）